# Rigifilida
Rigifilida o Micronucleariida es un pequeño grupo de protistas ameboides que presentan filopodios y que se encuentran en el suelo y en hábitats acuáticos, en donde se alimentan de bacterias. Presentan células redondeadas, con aspecto circular en la parte dorsoventral, aunque algunas veces flexible. La membrana celular se sustenta sobre una capa pelicular en las partes dorsal y lateral, rodeando una depresión circular central en el vientre de la célula, con los bordes formando un collar. Los seudópodos finos y ramificados que emergen de la depresión central son utilizados para capturar las bacterias que les sirven de alimento. Las crestas mitocondriales son planas.
La colocación del grupo es dudosa, los análisis filogenéticos recientes los agrupan en un clado denominado CRuMs. Cavalier-Smith considera que constituyen un grupo basal a Amoebozoa y Opisthokonta y lo coloca junto a otros grupos relacionados en Sulcozoa.